# William Ansah Sessarakoo
Pour les articles homonymes, voir Ansah.
William Ansah (ou Unsah) Sessarakoo, est un prince Fante, né à Anomabu (anciennement Annamaboe) vers 1736 et rendu célèbre par son séjour à Londres où il est présenté à la cour du roi Georges II. Ce séjour londonien a été immortalisé par un portrait de lui réalisé par le peintre Gabriel Mathias en 1749.

## Enfance
William Ansah Sessarakoo naît vers 1736 à Annamaboe. Cette ville, située dans l'actuel Ghana, est alors une ville florissante et l'un des principaux ports exportateurs d'esclaves africains le long de la côte occidentale de l'Afrique. Le père de Sessarokoo, John Bannishee Corrantee est cabocere en chef, c'est-à-dire chef d'Annamaboe. À ce titre, il fait partie de l'élite marchande africaine et joue un rôle important dans la traite négrière. 
En 1747, Corrantee décide d'envoyer son fils à Londres pour parfaire son éducation... et jouer un rôle d'espion : comme Anglais et Français rivalisaient pour obtenir son soutien, Corrantee est bien décidé à jouer au mieux de leurs dissensions. Il a déjà envoyé un autre de ses fils à Paris dans ce même but. Si tout se passe bien pour ce dernier, qui arrive effectivement à Paris, il n'en va pas de même pour Sessarakoo. Son père l'a confié au capitaine d'un négrier britannique, censé l'amener à Londres après avoir vendu sa cargaison d'esclaves à la Barbade. Mais le capitaine ne résiste pas à la tentation d'un gain supplémentaire et vend Sessarakoo en esclavage[réf. nécessaire].

## Esclavage
Devenu esclave, les perspectives de Sessarakoo sont bien sombres. Pourtant après plusieurs années, la chance lui sourit. Un marin originaire d'Annamaboe le reconnaît et rapporte à son père le sort fait à son fils. Corrantee demande alors aux Anglais sa libération et il l'obtient : les Anglais souhaitent regagner les bonnes grâces de Corrantee et rattraper les dégâts que la perte de son fils avait entraînés dans leurs relations. Les Anglais le ramènent donc à Londres où il est accueilli avec les honneurs dus à un prince. 

## Retour à Annamaboe
William Ansah Sessarakoo embarque à Londres en 1750 pour retourner à Annamaboe.